# Ute Emmerich
Ute Emmerich (* 1961 in Stuttgart) ist eine deutsche Filmproduzentin.
Ute Emmerich ist die jüngere Schwester von Roland Emmerich. Sie ist Inhaberin der 1985 gemeinsam mit ihrem Bruder gegründeten Produktionsfirma Centropolis Entertainment (früher Centropolis Film). Bei den meisten seiner Filme wirkt sie, wie er selbst, als Executive Producer mit.

## Filmografie als Produzentin
- 1987: Hollywood Monster (Associate Producer)
- 1990: Moon 44 (Associate Producer)
- 1991: Eye of the Storm (Associate Producer)
- 1994: High Crusade – Frikassee im Weltraum (The High Crusade) (Producer)
- 1994: Stargate (Co-producer)
- 1996: Independence Day (Executive Producer)
- 1997–1998: Visitor (Fernsehserie, Supervising Producer)
- 1998: Godzilla (Executive Producer)
- 1999: The 13th Floor – Bist du was du denkst? (The Thirteenth Floor) (Producer)
- 2000: Der Patriot (The Patriot) (Executive Producer)
- 2004: The Day After Tomorrow (Executive Producer)
- 2009: 2012 (Executive Producer)
- 2013: White House Down (Executive Producer)
- 2016: Independence Day: Wiederkehr (Independence Day: Resurgence) (Executive Producer)
- 2019: Midway – Für die Freiheit (Midway) (Executive Producer)
- 2022: Moonfall (Executive Producer)